# Sound
Sound es una banda de jazz filipina integrada por Ubaldo Dru (batería), Erwin Fajardo (teclados), Sach Castillo (voz / guitarra) y Francis Magat (bajo).

## Historia
En 1996, Paolo Lim, Yuson Chino, y  Sach Castillo formaron la banda llamada Third Stone o Tercera Casa, como una alusión rutinaria. Más tarde, el trío ha colaborado con el percusionista David Esteban y el tecladista James Bitanga. Originalmente, la banda pretendió incursionarse en el género Reggae, pero las composiciones del grupo entró en una dirección diferente. En 1999, la banda se reunió junto con Erwin Fajardo, para convertirse en el nuevo tecladista. Junto con Castillo, los dos comenzaron a escribir canciones. En 2001, la banda había coleccionado suficiente material para publicar un álbum, y finalmente se conformó con el nombre de «Sound» o «Sonido».

## Discografía

### Álbumes de estudio
| Año  | Álbum                                  |
| ---- | -------------------------------------- |
| 2003 | "BossaManila" (Independent)            |
| 2007 | "Blue Monsoon" (released by EMI Music) |

### Compilation albums
| Year | Album                                                                             |
| ---- | --------------------------------------------------------------------------------- |
| 2006 | "Kami nAPO Muna" (Universal Records) - contributed "'Di Na Natuto"                |
| 2007 | "Hopia Mani Popcorn" (Viva Records) - contributed "Ako Si Superman" by Rey Valera |